# رفراف فلبيني قزم
رفراف قزم فلبيني (الاسم العلمي Ceyx melanurus)، نوع من مخيط الماء وفصيلة رفرافيات. موطنه الفلبين.